# 北海道道1027号砂川歌志内線
北海道道1027号砂川歌志内線（ほっかいどうどう1027ごう すながわうたしないせん）は、北海道砂川市と歌志内市を結ぶ一般道道（北海道道）である。

## 概要

### 路線データ
- 起点：北海道砂川市東1条北22丁目（国道12号交点）
- 終点：北海道歌志内市神威（北海道道114号赤平奈井江線交点）
- 路線延長：11.8km

## 歴史
- 1983年（昭和58年）3月31日 路線認定[1]。
- 2005年（平成17年）2月10日 かもい大橋開通（歌志内市歌神）。

## 路線状況

### 道路施設
主な橋梁
- かもい大橋

主なトンネル
- かもいトンネル（218m）

## 地理

### 通過する自治体
- 空知総合振興局
  - 砂川市
  - 歌志内市

### 交差する道路
砂川市
- 国道12号 - 東1条北22丁目（起点）
- 道央自動車道砂川SAスマートインターチェンジ（砂川市道砂川SAスマートインター線を介して接続）
- 北海道道1130号砂川奈井江美唄線 - 北光

歌志内市
- 北海道道114号赤平奈井江線 - 神威（終点）

### 沿線にある施設など
砂川市
- ソメスサドル - 北光237-6
- 北海道子どもの国 - 北光401-1
- 砂川ハイウェイオアシス - 北光336-7
- 黒瀬ラベンダー園 - 北光458
- 岩瀬牧場 - 一の沢237-6

歌志内市
- 神威岳
- かもい岳国際スキー場 - 歌神95-9
- かもい岳温泉 - 歌神95-9-2
- かもい岳ビレッヂオートキャンプ場 - 歌神94-5
- 歌志内市立病院 - 神威269